# Бюри, Поль
Поль Бюри (фр. Pol Bury; 26 апреля 1922[…], Хайн-Сен-Пьер, Эно — 28 сентября 2005[…], XV округ Парижа) — бельгийский художник и скульптор. Представитель интернационального творческого сообщества Коллеж патафизики. Известен живописью, скульптурой, созданием ювелирных украшений, созданием фонтанов и производством нескольких экспериментальных короткометражных фильмов.

## Биография
Поль Бюри родился в небольшой деревне недалеко от Лувье. В возрасте 16 лет, в 1938 году, он начал изучать искусство, живопись и рисунок в Академии изящных искусств в Монсе. В то же время он познакомился с валлонским поэтом Ашилем Шаве, мастером сюрреализма из Валлонии. Поэт привел молодого художника в сюрреалистическую группу «Rupture», которую он основал в 1934 году. Под влиянием Ива Танги Поль, как и многие члены группы, придерживался коммунистической идеологии и начал писать свои первые сюрреалистические картины. После встречи с Рене Магриттом, он получил работу в журнале The Invention Collective принадлежавшем Магриту и Раулю Юбаку. В 1945 году принимал участие в Международной выставке сюрреалистов.
В 1946 году начинает работать в направлении абстракционизма. Он выходит за рамки представительного, тематического и фиксированного подхода к живописи сюрреалистов и размышляет над живописными возможностями цвета и формы. Непонимание его друзей-сюрреалистов заставляет его покинуть группу «Rupture». Затем он вступает в группу «Молодая бельгийская живопись» (основанную в 1945 году), которая прекратила существование в 1948 году, войдя в революционную группу сюрреалистов, основанную Кристианом Дотремонтом и Жозефом Нуарэ в 1947 году, которая, в свою очередь, немногом позже слилась с группой CoBrA. С 1948 по 1951 год участвует в написании и иллюстрации журнала Cobra, а также в выставках группы. В 1950 году посещение выставки Александра Колдера в галерее Магt сильно повлияло на него, и побудило его попробовать себя в скульптуре. В 1952 году Поль Бюри стал одним из основателей группы Art Abstraction, которая лучше отражала его текущие художественные исследования, основанные на его восхищенном подходе к творчеству Мондриана. Некоторые из его картин также близки к стилю Миро.
К 1953 году он постепенно отошёл от живописи и сделал свои первые работы в кинетическом направлении искусства .
Новые работы Поля Бюри, появившиеся в 1955 году, являются работами в движении. С его точки зрения — движение является «символом точности и спокойствия медитации в действии». Бюри участвует в выставке The Movement в галерее Denise René в 1955 году. Используя выбранные материалы, дерево, пробку, нержавеющую сталь, латунь и медь, он создает свои работы, используя различные элементы, шары, диски и световые эффекты. С 1959 по 1963 год создал серию работ под общем названием «знаки препинания». В 1961 году переехал в Париж, выполнил ряд работ в направлении Mec Art.
В Париже в 1962 году, организовал свою первую персональную выставку в галерее Iris Clert. В 1964 году переехал в Соединённые Штаты, преподавал в течение шести месяцев в Университете Беркли и три месяца в Колледже искусств и дизайна в Миннеаполисе.
В течение 1970-х годов две ретроспективы его работ прошли в США и Европе.
В начале 1970-х годов для Фонда Мейта он снял четыре экспериментальных короткометражных фильма вместе с французским режиссёром, фотографом и писателем Кловисом Прево — Une leçon de géométrie plane (1971), 8 500 tonnes de fer (1971), 135 km/h (1972) и 25 tonnes de colonnes (1973).
В 1976 году создал свой первый гидравлический фонтан. Все ещё вписанные в кинетическое движение, его скульптуры, когда-то безмолвные, теперь стали обладать звуком. После этого Поль Бюри никогда не прекращал проектировать новые стальные фонтаны, каждый был более удивительный, чем предыдущий, используя простые формы, цилиндры, сферы, полусферы, треугольники, фонтаны разрабатывались для различных учреждений и мест, таких как Музей Гуггенхейма в Нью-Йорке или сады Пале-Рояль в Париже.
В 2014 году бельгийский режиссёр Артур Генн снял документальный фильм «Поль Бюри, поэзия медлительности» (57 минут, 2014).
Ещё одна ретроспектива, посвящённая ему, в 2015 году прошла в Фонде EDF в Париже .